# Championnat de La Réunion de football 1976
Le Championnat de La Réunion de football 1976 était la 27e édition de la compétition qui fut remportée par la JS Saint-Pierroise.

## Classement
| Rang | Équipe                 | Pts | J  | G  | N | P  | Bp | Bc | Diff |
| ---- | ---------------------- | --- | -- | -- | - | -- | -- | -- | ---- |
| 1    | JS Saint-Pierroise (T) | 55  | 22 | 14 | 6 | 2  | 49 | 15 | +34  |
| 2    | FC Ouest               | 53  | 22 | 12 | 8 | 2  | 44 | 10 | +34  |
| 3    | US Bénédictine         | 53  | 22 | 13 | 5 | 4  | 46 | 28 | +18  |
| 4    | CS Saint-Denis         | 48  | 22 | 10 | 6 | 6  | 52 | 28 | +24  |
| 5    | SS Excelsior           | 43  | 22 | 7  | 7 | 8  | 36 | 39 | -3   |
| 6    | SS Patriote (C)        | 42  | 22 | 6  | 8 | 8  | 24 | 23 | +1   |
| 7    | CS Sainte-Marie        | 41  | 22 | 7  | 5 | 10 | 30 | 33 | -3   |
| 8    | SS Saint-Pauloise      | 40  | 22 | 6  | 7 | 9  | 27 | 41 | -14  |
| 9    | SS Saint-Louisienne    | 40  | 22 | 8  | 2 | 12 | 34 | 68 | -34  |
| 10   | SS Tamponnaise         | 38  | 22 | 5  | 6 | 11 | 27 | 47 | -20  |
| 11   | US Cambuston (P)       | 38  | 22 | 7  | 2 | 13 | 29 | 37 | -8   |
| 12   | SS Dominicaine (P)     | 34  | 22 | 3  | 6 | 13 | 24 | 53 | -29  |

|  | Barrage pour la relégation |
|  | Relégation en 2e division  |

### Match pour la10eplace
Comme la SS Tamponnaise et l'US Cambuston terminent tous les deux avec 38 points, et comme le goal average n'est pas un critère pour établir la position des deux équipes, un match est nécessaire pour départager les deux équipes. 
- SS Tamponnaise 2-2 (tab 4-2) US Cambuston

La SS Tamponnaise est classée dixième, soit la place pour le barrage et l'US Cambuston est classée onzième, soit reléguée en D2.

### Barrage pour la relégation
Dans une confrontation aller/retour, le 10e de D1 affronte le 3e de D2 pour une place en D1 la saison suivante. 
- SS Tamponnaise (D1) 2–0 ; 1-0 ASC Monaco (D2)

La SS Tamponnaise reste en D1 tandis que l'ASC Monaco reste en D2.